# 리하이취안
리하이취안(중국어: 李海泉, 병음: Lǐ Hǎiquá, 한자음: 이해천, 본명: 이만선, 본명 한자: 李滿船, 1901년 2월 4일 ~ 1965년 2월 7일)은 홍콩의 배우이자 가수로, 이소룡의 아버지이다.

## 이력
아명(兒名)은 리만취안(李滿船)이며 그는 1922년 가수 첫 데뷔하였다.